# متحف مدام توسو (دبي)
متحف مدام توسو هو متحف يقع في جزيرة بلو ووترز في مدينة دبي بالإمارات العربية المتحدة، ويعد المتحف الأول من سلسلة متاحف مدام توسو في منطقة الشرق الأوسط. افتُتح في دبي لأول مرة عام 2021، ويضم أكثر من 60 منحوتة شمعية تمثل شخصيات بارزة في مختلف مجالات العمل مثل بعض الموسيقيين والممثلين والرياضيين وقادة العالم.

## لمحة تاريخية
يُعتبر متحف مدام توسو في دبي أحد فروع العلامة التجارية العالمية مدام توسو، والتي تمتلك عدة فروع لها في عدد من المدن الكبرى حول العالم. تأسس متحف مدام توسو الأصلي في لندن عام 1835 على يد نحاتة الشمع الفرنسية ماري توسو، وسُرعان ما وسعت أنشطتها وأقامت فروعًا لمتحفها في أربع قارات حول العالم، وهي أوروبا وآسيا وأستراليا وأمريكا الشمالية.

## أقسام المتحف
يشمل متحف الشمع دبي 7 أقسام:
- الغناء والموسيقى
- الموضة
- الأفلام
- القادة
- الميديا
- بوليوود
- الرياضة

## التجارب في المتحف
من أبرز التجارب في المتحف:
- شرب الشاي مع التمثال الشمعي  رقم 23 للملكة إليزابيث الثانية والمصمم بالتعاون مع قصر باكنغهام
- المنصة التفاعلية حيث تساعد على عيش تجربة واقعية مماثلة لحياة مشاهير الموضة
- الحفل :توفر تجربة الحفل فرصةالتواجد مع مشاهير الغناء و سماع أغانيهم المفضلة والتقاط الصور معهم.
- التجربة الحصرية حيث تشمل جولة إرشادية لمدة 90 دقيقة يتخللها حقائق  حول صنع التماثيل، إلى جانب مصور خاص

## المقتنيات والمعروضات
يضم متحف مدام توسو في دبي منحوتات وتماثيل شمعية لما يزيد عن 60 شخصية عربية وعالمية بارزة في مجالات عديدة مثل الموسيقى والأزياء والموضة والسينما والرياضة والسياسة والإعلام، ويوضح الجدول التالي أبرز الشخصيات التي لها منحوتات تمثلها في متحف مدام توسو في دبي:
| الموسيقى والغناء | الأزياء والموضة               | القادة والحكام         | بوليوود          | السينما                      | الرياضة           | الإعلام              |
| ---------------- | ----------------------------- | ---------------------- | ---------------- | ---------------------------- | ----------------- | -------------------- |
| إلفيس بريسلي     | زيندايا                       | إليزابيث الثانية       | سلمان خان        | مارلين مونرو                 | لويس هاملتون      | أحمد فهيم            |
| مايكل جاكسون     | كارا ديليفين                  | شي جين بينغ            | كاترينا كيف      | أودري هيبورن                 | ساشين تندولكار    | كريس فيد             |
| ريانا            | ديفيد بيكهام وفيكتوريا بيكهام | ناريندرا مودي          | شاه روخ خان      | جينيفر لورنس وكاتنيس إيفردين | كريستيانو رونالدو | حسن الشافعي (موسيقي) |
| ليدي غاغا        | كايلي جينر                    | خليفة بن زايد آل نهيان | كارينا كابور خان | جاكي شان                     | ليونيل ميسي       | كارلا دي بيلو        |
| تايلور سويفت     | كيندال جينر                   | فلاديمير بوتين         | هريثيك روشان     | فين ديزل                     | محمد علي          | عبد العزيز بن باز    |
| جاستن بيبر       | هدى قطان ومنى قطان            | دونالد ترامب           | ديبيكا بادوكون   | أنجلينا جولي                 | ماريا شارابوفا    |                      |
| مايلي سايرس      | إيلي صعب                      | بينظير بوتو            | بريانكا شوبرا    | كريس هيمسوورث                | فيرات كوهلي       |                      |
| إد شيران         |                               | حيدر علييف             | فارون دهاوان     | توم كروز                     | ألكسندر أوفيشكين  |                      |
| هاري ستايلز      |                               | مهاتما غاندي           | آيشواريا راي     | سبايدرمان                    | كونر ماكغريغور    |                      |
| شون مينديز       |                               | ميلانيا ترامب          | رانفير سينغ      | ويل سميث                     | آمنة الحداد       |                      |
| أريانا غراندي    |                               | زايد بن سلطان آل نهيان | أنوشكا شارما     | كيت بلانشيت                  | محمد صلاح         |                      |
| دوين جونسون      |                               | عبد العزيز آل سعود     | شاهيد كابور      | جوني ديب                     |                   |                      |
| بيونسيه          |                               | مدام ماري توسو         | مادهوري ديكسيت   |                              |                   |                      |
| بلقيس (مغنية)    |                               | راشد بن سعيد آل مكتوم  | رانبير كابور     |                              |                   |                      |
| نانسي عجرم       |                               | مكتوم بن راشد آل مكتوم | أنيل كابور       |                              |                   |                      |
| محمد عساف        |                               |                        | ساني ليون        |                              |                   |                      |
| مايا دياب        |                               |                        | أللو أرجون       |                              |                   |                      |
| ماجد المهندس     |                               |                        |                  |                              |                   |                      |